# Selenicereus wercklei
Selenicereus wercklei (F.A.C.Weber) Britton i Rose, és una espècie fanerògama que pertany a la família de les Cactaceae endèmica de Costa Rica. És una espècie poc comuna en col·leccions.
És una planta perenne carnosa expansiva amb les tiges armats d'espines, de color verd i amb les flors de color blanc.

## Sinonímia
- Cereus wercklei